# Altkatholische Kirche
| Altkatholische Kirche                                 | Altkatholische Kirche |
| ----------------------------------------------------- | --- |
| Kirchenfamilie:                                       | Utrechter Union |
| Oberstes Gremium:                                     | Internationale Altkatholische Bischofskonferenz |
| Präsident:                                            | Erzbischof Bernd Wallet |
| Selbstständige Mitgliedskirchen:                      | Altkatholische Kirche der Niederlande Alt-Kath. Kirche in Deutschland Christkath. Kirche der Schweiz Altkatholische Kirche Österreichs Altkath. Kirche in Tschechien Polnisch-Katholische Kirche |
| Unselbstständige Mitgliedskirchen bzw. -gemeinden in: | Altkatholische Kirche Kroatien Altkath. Kirche in Schweden und Dänemark Italienische Altkatholische Kirche Altkath. Mission in Frankreich                                                        |
| Ehemalige Mitgliedskirchen:                           | Altkath. Kirche der Mariaviten Polnische Nationale Kirche |
| Weitere Gremien:                                      | Internat. Altkatholikenkongresse Internat. Ak. Theologenkonferenz Internat. Altkath. Jugend Internat. Altkath. Laienforum                                                                        |
| Mitglieder:                                           | rund 70.000 |
| Kirchengemeinschaft:                                  | Anglikanische Kirchen Unabhängige Philippinische Kirche Schwedische Kirche Mar-Thoma-Kirche (umgangssprachlich: Thomas-Christen)                                                                 |
| Offizielle Website:                                   | www.utrechter-union.org |

Altkatholische Kirche, in der Schweiz Christkatholische Kirche, in den Niederlanden Oud-Katholieke Kerk, bezeichnet die Gemeinschaft selbständiger katholischer Kirchen, die teilweise in der Utrechter Union zusammengeschlossen sind.
Die altkatholischen Kirchen in Deutschland, Österreich und der Schweiz entstanden aus Protest gegen die dogmatischen Definitionen des Jurisdiktionsprimats und der päpstlichen Unfehlbarkeit, die auf dem Ersten Vatikanischen Konzil am 18. Juli 1870 in der Dogmatischen Konstitution Pastor Aeternus verkündet wurden. Diejenigen römisch-katholischen Christen, die die neuen Dogmen ablehnten, wurden exkommuniziert. Sie nannten sich – unter Bezugnahme auf die Alte Kirche – „Alt-Katholiken“, um sich von der aus ihrer Sicht „neuen“ römisch-katholischen Kirche abzugrenzen. Ab 1872 kam es zur Gründung eigener Gemeinden und Ortskirchen.
Aus altkatholischer Sicht wird der Begriff „katholisch“ exemplarisch unter Bezugnahme auf die Veröffentlichung des Deutschen Bistums der Alt-Katholiken nachfolgend inhaltlich auszugsweise erklärt:
Vom griechischen Wort „katholisch“ stammend, bedeutet es „auf das Ganze bezogen“, Ignatius von Antiochien (ca. 130 – 140 n. Chr.) benutzt es zum ersten Mal „Wo Jesus Christus ist, da ist die katholische Kirche“. Vor allem im Westen verstand man es später räumlich, im Sinne von „über den ganzen Erdkreis verbreiteten Kirche“ (allumfassend).
Die alt-katholische Kirche bezieht sich zudem auf Vinzenz von Lerin (gestorben 450 n. Chr.): „Was überall, was immer und was von allen geglaubt worden ist, ...  ist wahrhaft und eigentlich katholisch.“
Inhaltlich gehört dazu aus altkatholischer Sichtweise für eine Kirchengemeinschaft die Bewahrung der dreifachen großen alt-kirchlichen Entscheidungen: für den Kanon der Heiligen Schrift, für das Glaubensbekenntnis (Nicaenum), für das dreigestufte Amt: Diakon, Priester, Bischof. Als Kirche wird dabei die Gemeinschaft der Getauften verstanden, über alle christlichen Konfessionsgrenzen hinweg gibt es diese katholische Kirche, „wo immer sie sich im Bemühen um Einheit mit den Christen aller Zeiten und aller Orte dem ganzen Heilsauftrag Gottes an allen Menschen und in Bewahrung der ganzen Schöpfung aus dem Geist Jesu Christi widmet und verpflichtet weiß“
Altkatholiken, Anglikaner, Orthodoxe Kirchen und einige evangelische Kirchen haben immer daran festgehalten, dass sie Teil der „einen, heiligen, katholischen und apostolischen Kirche“ sind, wie es im nicaenischen Glaubensbekenntnis heißt.
Eine besondere Bedeutung kommt der Alt-Katholischen Kirche der Niederlande zu. Das Erzbistum Utrecht ist die älteste altkatholische Kirche (seit 1723 von Rom unabhängig), von der alle anderen altkatholischen Kirchen die Bischofsweihe in apostolischer Sukzession empfingen, so dass nach (römisch-katholischem) kanonischem Recht die Weihen, die von altkatholischen Bischöfen vorgenommen werden, gültig, aber im Falle von Bischofsweihen unerlaubt sind, da ihnen die päpstliche Bestätigung fehlt. Ebenso erkennen die orthodoxen Kirchen die Gültigkeit der altkatholischen Weihen dem Grunde nach an, sofern sie nicht an oder durch eine Frau gespendet werden.

## Name
Die amtlichen Namen der drei altkatholischen Kirchen im deutschen Sprachraum lauten:
- „Katholisches Bistum der Alt-Katholiken in Deutschland“
- „Christkatholische Kirche der Schweiz“
- „Altkatholische Kirche Österreichs“.

## Theologie und Kirchenordnung

### Glaubensverständnis
- Bibel und Tradition gelten als Grundlage und Richtschnur des Glaubens (regula fidei)
- Zum depositum fidei gehören die dogmatischen Entscheidungen der sieben Ökumenischen Konzilien
- Dazu zählen insbesondere:
  - das Nicäno-Konstantinopolitanum ohne filioque als authentischer Zusammenfassung des Glaubens
  - der Glaube an die Dreifaltigkeit: es gibt einen einzigen Gott, der in drei wesensgleichen Personen (Vater, Sohn und Heiliger Geist) existiert
  - Jesus Christus ist wahrer Mensch seiner Menschheit nach und wahrer Gott seiner Gottheit nach; in der unvermischten Einheit seiner zwei Naturen (der göttlichen und der menschlichen) ist er eine einzige Person
  - Maria trägt aufgrund ihrer zentralen Stellung im Heilswerk Gottes das Prädikat Gottesgebärerin (in der Westkirche: Gottesmutter), da sie die zweite göttliche Person, den Sohn Gottes, in jungfräulicher Unversehrtheit durch das Wirken des Heiligen Geistes empfangen und geboren hat.
- Sieben Sakramente: Taufe, Firmung, Buße (Versöhnung), Eucharistie, Ehe, Weihesakrament (Bischof/-in, Priester-in / Diakon-in) und  Krankensalbung
- Als im Widerspruch zur Lehre der Alten Kirche stehend werden folgende Lehrsätze verworfen bzw. abgelehnt:
  - die Unfehlbarkeit des Papstes in Fragen des Glaubens und der Moral
  - die Universaljurisdiktion des Papstes über die Gesamtkirche
  - die Unbefleckte Empfängnis Mariens
  - die Leibliche Aufnahme Mariens
  - die Transsubstantiationslehre.

- Gelehrt wird hingegen, dass
  - dem Papst als Bischof von Rom und Patriarchen des Abendlandes eine Ehrenstellung zukommt
  - die Eucharistie ein geheiligtes Opfermahl ist, in dem die Gläubigen, die den Leib und das Blut des Herrn empfangen, auch Gemeinschaft miteinander haben.

### Kirchenverständnis
Die ekklesiologischen Grundsätze finden sich im Statut der Internationalen Bischofskonferenz, wie auch in den Verfassungen der einzelnen altkatholischen Nationalkirchen. Diese Kirchenverfassungen sind episkopal-synodal, an dem dreigliedrigen hierarchischem Aufbau der priesterlichen Weihestufen (Bischof, Priester, Diakon) wird festgehalten, unter synodaler Einbindung der Kirchenmitglieder. So heißt es beispielsweise im Statut der Alt-Katholischen Kirche der Niederlande:

„Mit anderen katholischen Kirchen hat die Utrechter Kirche Folgendes gemein:
– die Diözese ist die zentrale Gestalt der Kirchenstruktur. An ihrer Spitze steht der Diözesanbischof, der sowohl der erste Vorsteher der Eucharistie ist als auch derjenige, der im Einvernehmen mit seiner Geistlichkeit die Diözese leitet;
– das kirchliche Leben jeder Diözese vollzieht sich in den Gemeinden;
– Bischöfe von Nachbarbistümern schließen sich zur Bischofssynode einer Kirchenprovinz zusammen, in der einer von ihnen als Vorsitzender fungiert;
– die Verbundenheit zwischen verschiedenen Kirchenprovinzen stellt sich in der Kirche des Westens in der besonderen Sorge und Verantwortlichkeit des Bischofs von Rom für das Wohl der Kirche und das Bewahren der Einheit dar;
– die Universalität der Kirche zeigt sich im Allgemeinen oder Ökumenischen Konzil.“

In der Synodal- und Gemeindeordnung der Alt-Katholischen Kirche in Deutschland findet sich das Zusammenwirken von „personaler, kollegialer und gemeinschaftlicher Episkope“ mehr zugunsten der Laien gewichtet:

„Wir halten fest an der alten bischöflich-synodalen Verfassung der Kirche. Danach leitet die Bischöfin oder der Bischof unmittelbar und selbstständig die Ortskirche unter Mitwirkung und Mitentscheidung der Gemeinschaft der Ordinierten und des ganzen Gottesvolkes.“

Inhaltlich präzisiert findet sich das altkatholische Kirchenverständnis in der Verfassung der Christkatholischen Kirche der Schweiz. Artikel 3 der Präambel lautet:

„Die Katholizität der Kirche aufrechtzuerhalten, ist Inhalt und Ziel der apostolischen Sukzession. Sie wird dadurch vollzogen, dass der Bischof mit den Priestern und Diakonen einerseits und die Laienschaft andererseits sich gegenseitig verpflichten, den Glauben der Apostel sowie die Liturgie und die Struktur der Alten Kirche zu bewahren, in der Gegenwart zu entfalten und in die Zukunft hinein und in alle Welt hinaus weiterzupflanzen. Das zeigt sich betont im Weihesakrament; darum erfolgen Weihen zu apostolischen Ämtern nur im ausdrücklichen Zusammenhang der apostolischen Sukzession, in der die ganze Kirche steht.“

Wie der Konnex zwischen Katholizität und Nationalkirchentum ausgestaltet sein kann, verdeutlicht exemplarisch die Rechtsordnung der Polnisch-Katholischen Kirche:

„§ 1. Die Polnisch-Katholische Kirche
a) bekennt die katholischen Wahrheiten des Glaubens und der Moral sowie die Grundsätze der Kirchenordnung, welche in der Heiligen Schrift enthalten und in den Allgemeinen Glaubenssymbolen und in den Bestimmungen der sieben Ökumenischen Konzile des ersten Jahrtausends formuliert sind;
b) ist Teil der einzigen, heiligen, katholischen und apostolischen Kirche;
c) hat eine eigene Kirchenhierarchie;
d) nimmt die religiöse und pastorale Sorge für die Gläubigen polnischer Nationalität und auch für die Gläubigen anderer Nationalität, wenn sie ihren Anschluss an die Kirche kundgetan haben, wahr;
e) verwendet in der Liturgie die polnische Sprache wie auch ihre eigenen, durch die Kirchenbehörde bestätigten liturgischen Bücher, insbesondere das Messbuch, das Rituale und das Pontifikale, sowie die Hilfsbücher (Gesangbücher; Gebetbücher);
f) berücksichtigt in ihrer pastoralen Arbeit die geistigen und materiellen Notwendigkeiten des polnischen Volkes und Staates;
g) lehrt den Wert des menschlichen Lebens von der Empfängnis bis zum natürlichen Tod und die Würde eines jeden Menschen.“

### Kirchenordnung
- Die Verfassung der altkatholischen Kirchen ist bischöflich-synodal und beruht auf demokratischen Prinzipien (Mehrheitsentscheid; Gewaltenteilung):
  - Volljährige Gemeindemitglieder haben Mitbestimmungsrechte, die vor allem auf den halbjährlichen Gemeindeversammlungen wahrgenommen werden.
    - Dazu zählen u. a. die Wahl des Kirchenvorstandes, der Synodalabgeordneten und i. d. R. des Pfarrers.

  - Der Bischof wird auf einer Synode gewählt, der aus den Gemeinden entsandte Laien und Geistliche angehören.
  - Der Bischof leitet zusammen mit dem Synodalrat (in Deutschland: mit der Synodalvertretung) das Bistum.
  - Die Rechtsprechung im Bistum obliegt unabhängigen Synodalgerichten.

- Zwang in der Religionsausübung wird abgelehnt:
  - Die Verpflichtung der Gläubigen zur Ohrenbeichte wurde in Deutschland nach 1873 aufgehoben.
  - Die Geistlichen sind seit 1878 vom Zölibat grundsätzlich dispensiert; es bleibt ihnen jedoch unbenommen, freiwillig ehelos zu leben.
  - Die Stolgebühren für geistliche Amtshandlungen und das Ablasswesen wurden in Deutschland 1873 abgeschafft.
  - Es gibt kein verpflichtendes Sonntagsgebot.

- Rolle von Frauen, Homosexuellen und Geschiedenen in den westeuropäischen altkatholischen Kirchen:
  - Alle getauften Christen, die den Glauben an die Realpräsenz teilen, sind zum Empfang der Eucharistie eingeladen (dies gilt auch für wiederverheiratete Geschiedene).
  - Frauen sind zum Weihesakrament zugelassen, siehe Hauptartikel Frauenordination.
  - Eine zweite kirchliche Trauung Geschiedener ist bei Vorliegen bestimmter Voraussetzungen möglich.
  - Die Segnung gleichgeschlechtlicher Paare ist möglich.  Für das deutsche Alt-Katholische Bistum beschloss die ordentliche Bistumssynode in ihrer Sitzung am 13. November 2021 mit überwältigender Zustimmung die rechtliche und liturgische Gleichstellung der schon seit vielen Jahren praktizierten Segnung gleichgeschlechtlicher Partnerschaften und der Ehe.

- Liturgische Reformen:
  - Die heilige Messe und andere Gottesdienste werden in Deutschland seit 1877, in der Schweiz seit 1885, in Österreich seit 1879 und in den Niederlanden seit 1908 in der Landessprache gefeiert.
  - Anstelle der Einzelbeichte kann die sakramentale Lossprechung auch gemeinschaftlich empfangen werden.
  - Die Kelchkommunion – in einigen Bistümern auch die Intinctio – gehören zur liturgischen Praxis.[8][9]

### Liturgie
Die heilige Eucharistie mit Wortgottesdienst und Homilie wird gewöhnlich an jedem Sonntag sowie an Hochfesten gefeiert. Die konsekrierten Hostien werden in einem Tabernakel aufbewahrt, in dessen Nähe zumeist ein ewiges Licht brennt.
Der Grad der Feierlichkeit der Liturgie variiert je nach Gemeinde und Priester. In manchen Gemeinden ähneln die Sonntagsgottesdienste römisch-katholischen Werktagsmessen, in anderen werden regelmäßig oder gelegentlich Hochämter mit Diakon, Altardienst und Weihrauch gefeiert. Mitunter wird während der Konsekration und zur Kommunion gekniet. Die liturgischen Dienste des Kantors, des Organisten und des Lektors werden von Laien ausgeübt, während Kinder, Jugendliche und mancherorts auch Erwachsene als Ministranten tätig sind.
Zu einzelnen Aspekten altkatholischer Liturgie geben folgende Hauptartikel Auskunft:
- Gottesdienst
- Römischer Ritus
- Gabenbereitung
- Hochgebet
- Vaterunser
- Eucharistie
- Kommuniongebet
- Kommunion
- Kelchkommunion
- Liturgisches Jahr
- Gründonnerstag
- Karfreitag
- Große Fürbitten
- Osternacht
- Ite, missa est
- Prostratio

### Kritik von römisch-katholischer Seite
Gelegentlich wurden die von der altkatholischen Kirche vollzogenen Reformen (z. B. Einführung der Landessprache, Aufhebung des Pflichtzölibats, zuletzt die Einführung der Frauenordination) als „Protestantisierungsprozess“ gewertet. Den Altkatholiken wurde von römisch-katholischer Seite vorgeworfen, sie seien Neuprotestanten. Dieser Behauptung wird von altkatholischer Seite entgegengehalten, dass die altkatholische Kirche nicht die Intention hat, durch ihre Reformen die Katholizität der Kirche aufzugeben, und zum anderen, dass die römisch-katholische Kirche knapp hundert Jahre später die eine oder andere von ihr bis dahin verhinderte Reform selbst einführte, so z. B. die Liturgiereform, die Landessprache im Gottesdienst oder die Weihe von verheirateten Männern zu Ständigen Diakonen.
Die altkatholische Kirche sieht in ihren Standpunkten und Reformen keine Neuerungen, die den ursprünglichen, allgemeinverbindlichen Glauben der Kirche berühren oder diesem gar zuwiderlaufen. Vielmehr liegt nach altkatholischer Auffassung diesen Reformen ein ursprünglicher Katholizismus zu Grunde, der dem Geist des Evangeliums und der Tradition der Kirche des ersten Jahrtausends entspricht. Das gilt etwa auch für die Möglichkeit von Priestern, zu heiraten. Vielmehr waren es nach altkatholischer Ansicht die Änderungen in der Glaubens- und Sittenlehre der römisch-katholischen Kirche durch das Erste Vatikanische Konzil, welches die Unfehlbarkeit und die Universaljurisdiktion des Papstes zu verbindlichen Glaubenssätzen erhob, die eigentlichen „Neuerungen“, die es aus altkirchlicher Gesinnung heraus abzulehnen gilt. Die altkatholische Bewegung erhob ihren Widerspruch gegen das I. Vatikanum nicht zuletzt auch deshalb, weil es kein ökumenisches Konzil im altkirchlichen Sinne, sondern vielmehr eine Partikularsynode war. Darüber hinaus gab es unter den anwesenden römisch-katholischen Bischöfen eine beachtliche Minderheit, die die neuen Dogmen zunächst ablehnte und sich der Abstimmung durch vorzeitige Abreise entzog.
Trotz mancher Gemeinsamkeiten, etwa in der Betonung des synodalen Prinzips, unterscheidet sich die altkatholische Kirche in ihrem Selbstverständnis jedoch grundsätzlich von den reformatorischen Kirchen, beispielsweise da sie – neben der Bewahrung der apostolischen Überlieferung und dem Glauben an den Opfercharakter der Eucharistie – an der Siebenzahl der Sakramente festhält.

## Ökumenische Beziehungen

Volle Kirchengemeinschaft besteht zwischen Anglikanern und Altkatholiken, andererseits auch zwischen Anglikanern und 13 lutherischen Kirchen (Porvoo-Gemeinschaft).
Anglikanische Gemeinschaft
Mitgliedskirchen
Utrechter Union
Mitgliedskirchen
Unselbstständige Kirchen
Porvoo-Gemeinschaft
Mitgliedskirchen
Kirchen mit Beobachter-Status

Seit den 1870er Jahren suchten vor allem Altkatholiken aus Deutschland und der Schweiz den Dialog mit Vertretern anderer Kirchen. So wurden bereits 1874 und 1875 in Bonn auf Initiative der Synodalvertretung und auf Einladung Ignaz von Döllingers „Unionskonferenzen“ abgehalten, an denen neben altkatholischen auch namhafte orthodoxe, anglikanische und evangelische Theologen und Kirchenführer teilnahmen.
Seit 1931 steht die altkatholische Kirche, die sich bereits in der Utrechter Erklärung von 1889 zur Ökumene bekannte, durch das Bonn Agreement in voller Kirchengemeinschaft mit der Anglikanischen Kirche, seit 1965 auch mit der Unabhängigen Philippinischen Kirche sowie der Lusitanischen Kirche von Portugal und der Reformierten Episkopalkirche Spaniens. Der gemeinsame Internationale Anglikanisch – Altkatholische Koordinierende Rat (AOCICC) und die (stimmberechtigte) Teilnahme altkatholischer Bischöfe an der Lambeth-Konferenz verbinden die beiden Kirchenfamilien auch institutionell.
Die altkatholische Kirche ist Gründungsmitglied des Ökumenischen Rates der Kirchen und in zahlreichen anderen ökumenischen Gremien, z. B. der Arbeitsgemeinschaft Christlicher Kirchen in Deutschland (ACK) und der Konferenz Europäischer Kirchen, vertreten.
Unionsversuche mit der Orthodoxen Kirche kamen 1987 zu einer weitgehenden Übereinkunft in allen wesentlichen Glaubensfragen. Als eine neue Hürde erwies sich die Einführung der Frauenordination, die für die meisten Orthodoxen nicht nachvollziehbar ist. Dennoch wurde der Dialog, auch über diese Frage, 2004 neu aufgenommen. Sowohl beim 2011 erfolgten Besuch des Erzbischofs von Utrecht beim Ökumenischen Patriarchen von Konstantinopel in dessen Amtssitz Phanar, als auch beim Gegenbesuch des Patriarchen Bartholomeos I. 2014 in der Utrechter St. Gertrudis-Kathedrale, äußerten sich beide positiv über die bisherige Arbeit der ständigen orthodox-altkatholischen Arbeitsgruppe.
Mit der römisch-katholischen Kirche wurde 2004 erneut eine Dialogkommission (abgekürzt: IRAD) gebildet, die ihren Abschlussbericht am 12. Mai 2009 vorlegte. Die bereits 1972 in der „Zürcher Nota“ vorgelegten Ergebnisse eines vorangegangenen Dialogs mit weit reichenden Ergebnissen wie beispielsweise sakramentaler Aushilfe in Notfällen waren seinerzeit von Rom nicht ratifiziert worden. Zwischen dem deutschen alt-katholischen Bistum und der Deutschen Bischofskonferenz gibt es jedoch seit 1999 eine Vereinbarung, die die Übernahme von Geistlichen in den Dienst der jeweiligen Kirche nach einem Übertritt regelt.
2012 hatte die Internationale Römisch-Katholisch – Altkatholische Dialogkommission (IRAD II) von der Internationalen Altkatholischen Bischofskonferenz und dem Päpstlichen Einheitsrat ein neues Mandat für die Fortsetzung der Gespräche erhalten. Diese Kommission tagte bis 2016 und veröffentlichte 2017 ihr Dokument Kirche und Kirchengemeinschaft (Zweiter Bericht). Im persönlichen Gespräch zwischen Papst Franziskus und dem altkatholischen Erzbischof von Utrecht Joris Vercammen, der 2013 als ökumenischer Gast zur Amtseinführung in den Vatikan eingeladen war, würdigte man – auch im Hinblick auf diese Kommissionsarbeit – die bisherigen Ergebnisse des römisch-katholisch – altkatholischen Dialogs.
Am 30. Oktober 2014 besuchte erstmals die Internationale Altkatholische Bischofskonferenz den Vatikan. Nach einem Arbeitsgespräch mit Kurt Kardinal Koch wurden die altkatholischen Bischöfe von Papst Franziskus in Privataudienz empfangen. Der Papst ermunterte mit seiner Ansprache vor der Bischofskonferenz zum Voranschreiten der Zusammenarbeit von Katholiken und Altkatholiken.
Weitere bilaterale Gespräche führt die Internationale Altkatholische Bischofskonferenz mit der Schwedischen Kirche und der indischen Mar-Thoma-Kirche. Im Dialogprozess mit der Schwedischen Kirche wurde 2013 ein Abschlussbericht vorgelegt. Am 23. November 2016 wurde die Vereinbarung zur Kirchengemeinschaft im Rahmen der Generalsynode der Schwedischen Kirche von Erzbischöfin Antje Jackelén (Schwedische Kirche) und Erzbischof Joris Vercammen (Utrechter Union) unterzeichnet. Die beiden Kirchen verpflichten sich darin zur kirchlichen Gemeinschaft, in der die Mitglieder der anderen Kirche zu liturgischen und pastoralen Handlungen zugelassen werden, wie wenn sie Mitglieder der eigenen Kirche wären.
Am 10. Februar 2024 wurde vom altkatholischen Erzbischof Bernd Wallet und vom Metropoliten Theodosius Mar Thoma die Thiruvalla-Vereinbarung zwischen den altkatholischen Kirchen und der Mar-Thoma-Kirche unterzeichnet. Die Vereinbarung lehnt sich inhaltlich an diejenige zwischen den altkatholischen Kirchen und der Kirche von Schweden an.

## Verbreitung
| Nationalkirche                         | Ortskirche                      | Bischofssitz                       | Bischof                 | Pfarreien | Priester / Priesterinnen | Gläubige   | Durchschnittliche Gemeindegröße |
| -------------------------------------- | ------------------------------- | ---------------------------------- | ----------------------- | --------- | ------------------------ | ---------- | ------------------------------- |
| Alt-Katholische Kirche der Niederlande | Erzbistum Utrecht               | St. Gertrudis (Utrecht)            | Bernd Wallet            | 16        | 23                       | 4.819      | 333                             |
| Alt-Katholische Kirche der Niederlande | Bistum Haarlem                  | St. Anna und Maria (Haarlem)       | Dick Schoon             | 9         | 8                        | 4.819      | 333                             |
| Alt-Katholische Kirche in Deutschland  |                                 | Namen-Jesu-Kirche (Bonn)           | Matthias Ring           | 60        | 120                      | 15.910     | 268                             |
| Christkatholische Kirche der Schweiz   |                                 | St. Peter & Paul (Bern)            | Harald Rein             | 33        | 44                       | ca. 12.000 | 403                             |
| Altkatholische Kirche Österreichs      |                                 | St. Salvator (Wien)                | Maria Kubin             | 11        | 15                       | 4.900      | 445                             |
| Altkatholische Kirche in Tschechien    |                                 | St. Laurentius (Prag)              | Pavel Benedikt Stránský | 17        | 22                       | 1.605      | 94                              |
| Altkatholische Kirche in Tschechien    | Verwandlung Christi (Warnsdorf) |                                    | Pavel Benedikt Stránský | 17        | 22                       | 1.605      | 94                              |
| Polnisch-Katholische Kirche            | Bistum Warschau                 | Heilig-Geist-Kathedrale (Warschau) | Andrzej Gontarek        | 33        | 32                       | 19.035     | 244                             |
| Polnisch-Katholische Kirche            | Bistum Breslau                  | St. Maria Magdalena (Breslau)      | Stanisław Bosy          | 20        | 24                       | 19.035     | 244                             |
| Polnisch-Katholische Kirche            | Bistum Krakau-Tschenstochau     | Hl. Muttergottes (Tschenstochau)   | Antoni Norman           | 25        | 25                       | 19.035     | 244                             |
| 6 Nationalkirchen                      | 9 Ortskirchen                   | 10 Kathedralkirchen                | 9 amtierende Bischöfe   | 224       | 313                      | 58.269     | 260                             |

Im April 2014 beschloss die Internationale Altkatholische Bischofskonferenz, für die Altkatholische Kirche der Mariaviten die Wiederaufnahme in die Wege zu leiten. Dieser Prozess wurde allerdings Mitte September 2014 wieder ausgesetzt, da die Mariaviten noch weiteren inner-mariavitischen Diskussionsbedarf erklärt haben.

### Altkatholiken international
Die altkatholischen Kirchen sind in der Utrechter Union der Altkatholischen Kirchen zusammengeschlossen. Die Bischöfe dieser Kirchen treffen sich regelmäßig unter dem Vorsitz des Erzbischofs von Utrecht in der Internationalen Altkatholischen Bischofskonferenz (IBK). Alle vier Jahre findet ein Internationaler Altkatholikenkongress statt. In der Zeit zwischen den Kongressen tritt im jährlichen Turnus das Internationale Altkatholische Laienforum zusammen.
Außerhalb des deutschen Sprachraums gibt es altkatholische Kirchen in den Niederlanden, Polen und der Tschechischen Republik.
Unselbstständige altkatholische Kirchen bzw. Gemeinden existieren in Dänemark, Frankreich, Italien, Kroatien und Schweden. Diese befinden sich zumeist in einer extremen Diasporasituation, so dass für sie kein eigener Bischof geweiht werden kann. Daher unterstehen diese Gemeinden direkt der Jurisdiktion der IBK, die ihnen jeweils einen altkatholischen Bischof als Delegaten zuordnet. Ungeklärt ist der Verbleib der slowenischen und serbischen Altkatholiken nach dem Untergang der Bundesrepublik Jugoslawien.
Einige amerikanische kirchliche Gemeinschaften, die sich als altkatholisch betrachten und die Utrechter Erklärung anerkennen, ersuchten die IBK um Aufnahme in die Utrechter Union, diese wurden allerdings an die Episcopal Church verwiesen.
Insbesondere in den USA ist der Ausdruck „old catholic“ in unterschiedlichen Kombinationen als Selbstbezeichnung von Glaubensgemeinschaften in Gebrauch, die jedoch keine Mitgliedskirchen der Utrechter Union und auch nicht mit dieser assoziiert sind.

### Altkatholiken im deutschsprachigen Raum
Die altkatholische Kirche ist eine kleine Kirche, die in breiteren Bevölkerungskreisen eher unbekannt ist. Daher erfolgen Beitritte zumeist von Einzelpersonen, die entweder aus einer anderen Kirche – die altkatholischen Kirchen lehnen jedoch aktive Abwerbung ab – oder aus der Konfessionslosigkeit kommen. Altkatholische Gemeinden sind daher oft von überschaubarer Größe (i. d. R. zwischen 200 und 600 Mitgliedern). Insbesondere in Deutschland gibt es in vielen Gemeinden Gottesdienstbesucher, die einer anderen Kirche angehören, aber als Gäste bzw. Freunde dauerhaft willkommen sind, auch wenn sie sich nicht für einen Beitritt entscheiden. Ihnen fehlt lediglich das Stimmrecht bei Gemeindeversammlungen, an denen sie jedoch ebenfalls teilnehmen können.

## Geschichte
Die Altkatholischen Kirchen entstanden – mit Ausnahme der seit dem 18. Jahrhundert bestehenden Altkatholischen Kirche der Niederlande – im Anschluss an das Erste Vatikanische Konzil von 1870. Diejenigen katholischen Christen, welche die Beschlüsse des ersten Vatikanischen Konzils nicht annahmen, wurden von der römisch-katholischen Kirche exkommuniziert und gründeten daraufhin eigene Gemeinden. Die wesentlichen Konfliktpunkte waren die auf dem Konzil formulierten Dogmen von der päpstlichen Unfehlbarkeit und des Jurisdiktionsprimates des Papstes. Eine Schlüsselrolle spielte in diesem Prozess der renommierte Münchner Theologe und Kirchenhistoriker Ignaz von Döllinger. Nach seiner Exkommunikation durch Papst Pius IX. trat er zwar nicht in die altkatholische Kirche ein, die nicht zuletzt unter Berufung auf Döllinger entstanden war, begrüßte aber ihre Existenz als „lebendige[n] Protest gegen die unkanonische Produktion neuer Dogmen, als ein sichtbares, neues Bild der Alten Kirche und als ein Vorbild der für die ganze Kirche notwendigen Wiedervereinigung auf dem Boden und nach dem Bilde der Alten Kirche.“
In der Utrechter Erklärung von 1889, dem Gründungsdokument der Utrechter Union, bekannten sich die alt-katholischen Bischöfe zu dem, was sie als den „alten katholischen Glauben der alten ungeteilten Kirche des ersten Jahrtausends“ ansahen, und bekräftigen ihre Ablehnung der ihrer Ansicht nach unrechtmäßigen Machtansprüche des Papstes. Sie bekannten ferner den Charakter der Eucharistiefeier als einer realen Vergegenwärtigung des Opfers Christi auf Erden und seine bleibende Gegenwart in den geweihten Gaben von Brot und Wein unter Ablehnung der Transsubstantiationslehre.
Ein weiterer wichtiger Punkt der Erklärung ist ihr Bekenntnis zur Ökumene. Die altkatholische Kirche, vor allem in Deutschland und der Schweiz, hat sich seit dem Beginn ihrer eigenständigen kirchlichen Existenz für eine Verständigung unter den einzelnen Konfessionen eingesetzt, unter anderem durch Abhaltung mehrerer Unions-Konferenzen in Bonn noch in den 1870er Jahren mit Vertretern der orthodoxen und anglikanischen Kirchen. Diese waren Grundlage für das Bonn Agreement von 1931, in dem die Kirchen der altkatholischen und der anglikanischen Tradition einander die volle Kirchengemeinschaft gewährten.

### Wissenschaftliche Zeitschrift
- Internationale Kirchliche Zeitschrift (IKZ), Stämpfli Publikationen, Bern, ISSN 0020-9252.

### Monographien und Sammelbände
in der Reihenfolge des Erscheinens
- Johann Friedrich von Schulte: Der Altkatholizismus. Geschichte seiner Entwicklung, inneren Gestaltung und rechtlichen Stellung. Gießen 1887, Reprint: Scientia Verlag, Aalen 2002, ISBN 3-511-00169-2 (Quellensammlung und historische Darstellung aus der Frühzeit des Altkatholizismus).
- Wolfgang Krahl: Ökumenischer Katholizismus. Alt-katholische Orientierungspunkte und Texte aus 2 Jahrtausenden. Kath. Parochie der Alt-Katholiken St. Cyprian, Bonn 1970.
- Urs Küry: Die Altkatholische Kirche – ihre Geschichte, ihre Lehre, ihr Anliegen. 3. Auflage, herausgegeben von Christian Oeyen. Evangelisches Verlagswerk, Frankfurt am Main 1982, ISBN 3-7715-0190-3 (älteres Standardwerk).
- Stefan Leonhardt: »Zwei schlechthin unausgleichbare Auffassungen des Mittelpunktes der christlichen Religion«. Ignaz Döllingers Auseinandersetzung mit der Reformation, ihrer Lehre und deren Folgen in seiner ersten Schaffensperiode. Edition Ruprecht, Göttingen 2008, ISBN 978-3-7675-7096-2.
- Christian Blankenstein: Christsein – aber wo? Alt-Katholische Überlegungen. Bautz, Nordhausen, 2. Auflage 2008, ISBN 978-3-88309-392-5 (Kurzdarstellung).
- Angela Berlis, Matthias Ring (Hrsg.): Im Himmel Anker werfen. Vermutungen über Kirche in der Zukunft. Festschrift für Bischof Joachim Vobbe. Books on Demand, Norderstedt, 2. Auflage 2008, ISBN 978-3-8370-5957-1.
- Adrian Suter: Altkatholische Kirchen. In: Johannes Oeldemann: Konfessionskunde. Handbuch der Ökumene und Konfessionskunde, Band 1. Herausgegeben vom Johann-Adam-Möhler-Institut Paderborn. Evangelische Verlagsanstalt, Leipzig / Bonifatius, Paderborn 2015, ISBN 978-3-374-03803-9 (Evangelische Verlagsanstalt) und ISBN 978-3-89710-572-0 (Bonifatius), S. 247–275.
- Günter Eßer: Die Alt-Katholischen Kirchen (= Bensheimer Hefte, Heft 116). Vandenhoeck & Ruprecht, Göttingen 2016, ISBN 978-3-525-87243-7.